# Anteo Zamboni

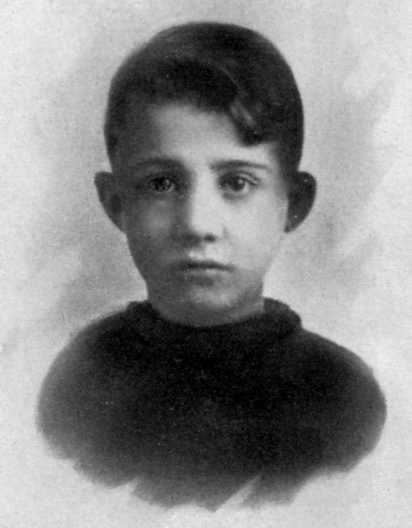
Anteo Zamboni, um 1918

Anteo Zamboni (* 11. April 1911 in Bologna; † 31. Oktober 1926 ebenda) war ein italienischer Anarchist.

## Attentat auf Mussolini
Bereits im September 1926 hatte Gino Lucetti bei der Porta Pia in Rom versucht, Benito Mussolini mit einer Bombe zu töten.
Anteo Zamboni versuchte am 31. Oktober 1926 auf der Via Rizzoli in Bologna, Mussolini zu erschießen, während dieser an einer Parade zur Erinnerung an den Marsch auf Rom teilnahm.
Zambonis Schüsse verfehlten den Diktator; er wurde sofort von nahestehenden Schwarzhemden attackiert und gelyncht. Der Mann, der ihn zuerst festhielt, war Pier Paolo Pasolinis Vater, der Kavallerieoffizier Carlo Alberto Pasolini. Das Ereignis wurde von der faschistischen Regierung zum Anlass genommen, um politische Freiheiten einzuschränken und die verbliebenen politischen Parteien aufzulösen.

## Rezeption
Zwei Straßen in Bologna tragen Anteo Zambonis Namen: Die Mura Anteo Zamboni und die Via Anteo Zamboni. In einem Film von Gianfranco Mingozzi über das Attentat, Gli ultimi tre giorni (1978), wurde Zamboni von Franco Lotterio verkörpert.